# Thylane Blondeau
Thylane Léna Rose Blondeau (født 5. april 2001 i Aix-en-Provence) er en fransk fotomodel. Hun er datter af fodboldspilleren Patrick Blondeau og modedesigneren Véronika Loubry.
Blondeau arbejdede som model, fra hun var ti år gammel, hvor hun optrådte i Vogue, hvilket skabte kontroverser i, hvad der traditionelt anses som en voksenverden. Hendes mor reagerede ved at lukke hendes Facebook-gruppe samt en tumblr-gruppe. Hun har siden været model for Lacoste.